# Lophuromys huttereri
Lophuromys huttereri — малоизученный вид грызунов из рода жесткошёрстных мышей (Lophuromys). Эндемик Демократической Республики Конго. Вид назван в честь немецкого маммолога Райнера Хуттерера.

## Внешний вид
Длина тела от головы до хвоста составляет 94-114 мм, длина хвоста — 59-61 мм, задняя ступня достигает длины 18-20 мм. Точных сведений о массе тела пока нет. Подобно Lophuromys nudicaudus и Lophuromys sikapusi, вид имеет тёмно-коричневую шершавую спину без пятен и красное брюшко. Лапы короткие. Короткий хвост примерно равен 50-70 % длины туловища. Морда широкая. Скуловая кость расположена ближе вперед. Третий резец (T3) и второй моляр (M2) практически отсутствуют. Продолжительность жизни 1-2 года.

## Систематика
Типовые экземпляры (5 взрослых самцов и 5 самок) были собраны Марком Колином в январе 1984 года в Янеро, Заир. Впервые вид описан в 1996 году на основании особенностей черепа и краниометрии, отличающих его от комплекса видов L. sikapusi. Однако родство с другими таксономическими группами остается неопределенным ввиду недостаточного количества молекулярных исследований. Внешний облик позволяет предположить принадлежность вида к комплексу L. nudicaudus.

## Распространение и места обитания
Известный ареал охватывает небольшую территорию южнее реки Конго в северной части Демократической Республики Конго, вдоль левого берега реки Конго между реками Луалаба и Ломами, западнее реки Ломами вплоть до Нделе. Животные обнаружены на высоте от 300 до 450 метров над уровнем моря. Наличие особей около Нделе относится скорее всего к виду L. nudicaudus.
Lophuromys huttereri обитают во влажных тропических лесах, в низменностях и заброшенных землях. Неизвестно, способны ли они выживать в преобразованных ландшафтах.
Образ жизни этого вида не изучался.

## Статус
Международный союз охраны природы (IUCN) классифицировал этот вид как «находящийся вне опасности» («Least Concern»). Специальные меры защиты не предусмотрены, неизвестно также, обитает ли эта мышь в заповедниках. Необходимы дальнейшие исследования по систематике, распространению, динамике популяции, размножению и экологии вида. Необходимо проводить мониторинг состояния численности и ареала распространения этой особи для документирования возможных изменений.